# Detektyw

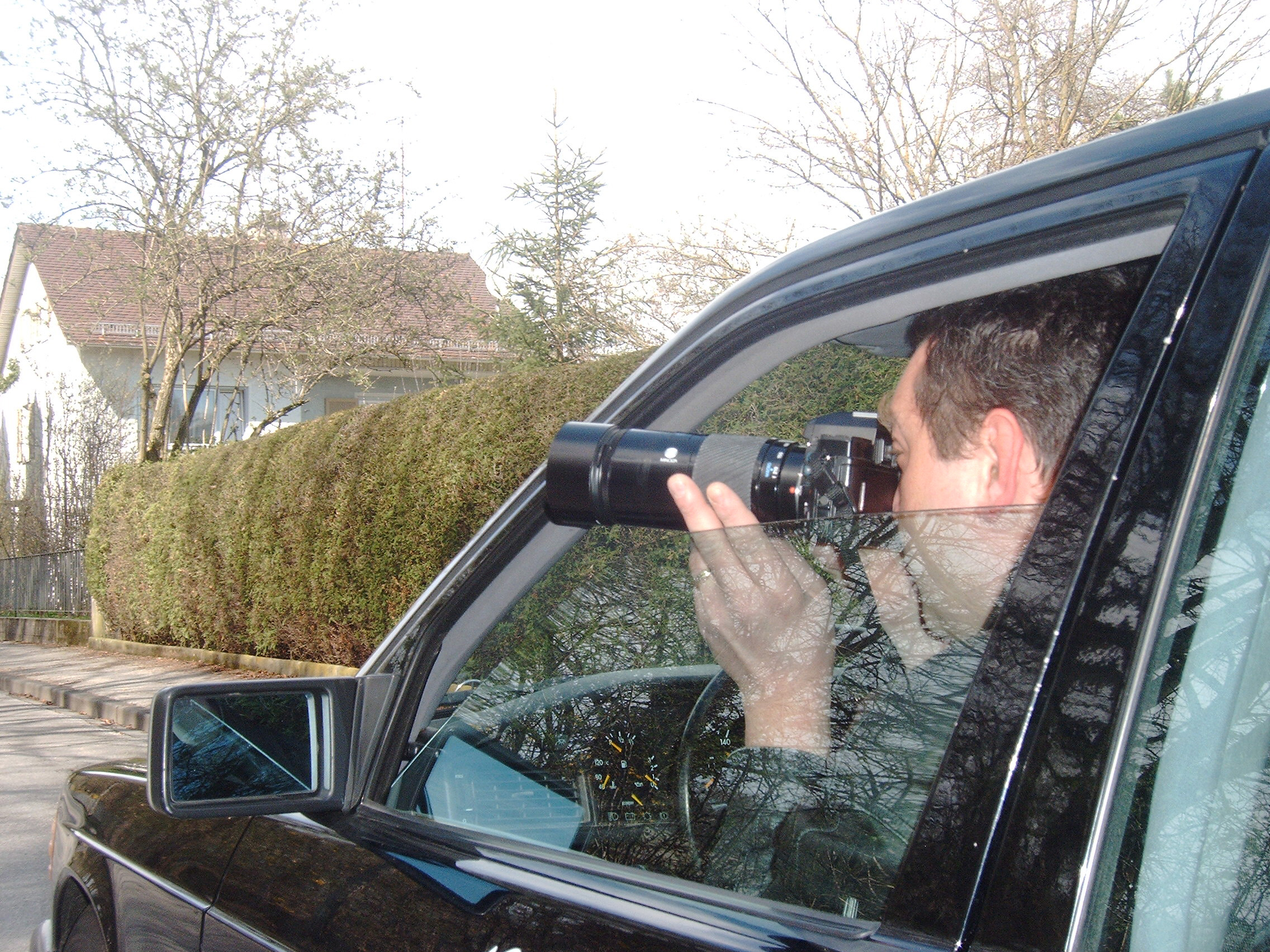
Detektyw

Detektyw (ang. detective, z łac. detego, co oznacza „odkryć, wykryć, wyjawić”.) – tytuł zawodowy osoby świadczącej usługi detektywistyczne oraz nazwa stanowiska utajnionego pracownika policji zajmującego się czynnościami śledczymi w sposób dyskretny. W niektórych krajach nazywany jest tak jawny funkcjonariusz policji albo innych służb ochrony porządku publicznego zajmujący się czynnościami śledczymi.
Detektyw to potocznie osoba prowadząca śledztwo metodami niejawnymi, która posiada licencję na taką działalność w ramach prywatnego biura śledczego. Terminem stosowanym wobec osób prowadzących prywatne śledztwa jest termin private detective (pol. prywatny detektyw). Detektyw to również stanowisko służbowe w Policji, przeznaczone dla niektórych z policjantów wykonujących czynności operacyjno-rozpoznawcze.

## Historia

### USA i Europa Zachodnia
W Stanach Zjednoczonych agencje detektywistyczne istniały od połowy XIX wieku. Najbardziej znana, założona w 1850 roku przez Allana Pinkertona agencja detektywistyczna słynęła ze skuteczności i stosowania nowoczesnych, jak na tamte czasy metod świadczenia usług.
Jako pierwsi w Ameryce detektywi Pinkertona posłużyli się fotografią, tworząc album przestępców. Zapobiegli pierwszemu zamachowi na prezydenta Lincolna oraz ujęli najgroźniejszych przestępców Ameryki takich jak John Reno oraz członkowie związku Molly – Maguires. Pracownicy Pinkertona byli również o krok od ujęcia znanego dzisiaj z westernów Jessie Jamesa. Symbol agencji – otwarte oko, pod którym widniał napis „nie śpimy nigdy” dał początek określeniu prywatnego detektywa mianem „private eye”.
W Europie Zachodniej – we Francji jedną z pierwszych agencji detektywistycznych założył w 1833 roku Eugeniusz Franciszek Vidocq, były szef francuskiej policji kryminalnej Sûreté a wcześniej przestępca i awanturnik. Agencja Vidocqa osiągnęła finansowy sukces dzięki dokładnej znajomości świata przestępczego i jego członków, zwyczajów i metod, niektóre zaś wyczyny Vidocqa zostały opisane w powieściach Balzaka.
Detektyw (ang. detective) jest także nazwą stanowiska funkcjonariusza policji albo innych służb ochrony porządku publicznego zajmującego się czynnościami śledczymi, zwłaszcza w krajach anglosaskich.

### Polska
W Polsce usługi detektywistyczne mają stosunkowo krótką historię. Agencje detektywistyczne i prywatny sektor ochrony pojawiły się bowiem w okresie przemian ustrojowych na początku lat 90. Wtedy to przepisy ustawy z dnia 23 grudnia 1988 r. o działalności gospodarczej statuujące zasadę wolności działalności gospodarczej stworzyły warunki dla podjęcia działalności gospodarczej w zakresie usług detektywistycznych oraz ochrony osób i mienia. Agencje detektywistyczne pojawiły się w Polsce wraz z agencjami świadczącymi usługi w zakresie ochrony osób i mienia. Na świecie działalność w zakresie usług detektywistycznych jak i ochrony osób i mienia jest określana jednym terminem – private policing.

## Status detektywa w Polsce

### Podstawa prawna i organizacja
W Polsce detektyw jako zawód dopiero od 2001 r. jest uregulowany prawnie. Ustawą, która określa zasady wykonywania działalności gospodarczej w zakresie usług detektywistycznych, prawa i obowiązki detektywów oraz zasady i tryb nabywania uprawnień do wykonywania usług detektywistycznych jest Ustawa z dnia 6 lipca 2001 r. o usługach detektywistycznych.
Duża grupa przedsiębiorców łączy działalność detektywistyczną z usługami ochrony osób i mienia. Pomimo takiej praktyki nie można utożsamiać usług detektywistycznych wraz z przynależną im terminologią z usługami z zakresu ochrony osób i mienia, podmiotami ochrony, pracownikami ochrony, bezpośrednią ochroną fizyczną czy zabezpieczeniem technicznym. Są to różne formy działalności, z których każda posiada swoją specyfikę. Dodatkowo te dwie gałęzie private policing są w Polsce uregulowane odrębnymi aktami prawnymi. Również coraz częściej zauważyć można specjalizację przedsiębiorców i koncentrowanie się na jednej z tych dwóch dziedzin.
Samorządową organizacją detektywów w Polsce, reprezentującą ich interesy zawodowe, jest Polskie Stowarzyszenie Licencjonowanych Detektywów w Warszawie, na arenie międzynarodowej: World Association of Detectives oraz World Investigators Network.

### Wymagania kwalifikacyjne
O wydanie licencji może ubiegać się osoba, jeżeli:
1. posiada obywatelstwo polskie lub obywatelstwo innego państwa członkowskiego Unii Europejskiej lub przysługuje jej, na podstawie umów międzynarodowych lub przepisów prawa Unii Europejskiej, prawo do podjęcia zatrudnienia lub wykonywania działalności gospodarczej na terytorium Rzeczypospolitej Polskiej,
2. ukończyła 21 lat,
3. posiada wykształcenie co najmniej średnie,
4. ma pełną zdolność do czynności prawnych,
5. nie toczy się przeciwko niej postępowanie karne lub postępowanie w sprawach o przestępstwa skarbowe popełnione z winy umyślnej,
6. nie była skazana prawomocnym wyrokiem sądu za przestępstwo lub przestępstwo skarbowe popełnione z winy umyślnej,
7. nie została zwolniona dyscyplinarnie z Policji, Straży Granicznej, Agencji Bezpieczeństwa Wewnętrznego, Agencji Wywiadu, Biura Ochrony Rządu, wojska, prokuratury, sądu lub z innego urzędu administracji publicznej w Rzeczypospolitej Polskiej lub innym państwie, w okresie ostatnich 5 lat,
8. ma nienaganną opinię wydaną przez komendanta powiatowego (miejskiego) Policji właściwego ze względu na jej miejsce zamieszkania,
9. posiada zdolność psychiczną do wykonywania czynności w zakresie usług detektywistycznych, stwierdzoną orzeczeniem lekarskim,
10. legitymuje się dokumentem potwierdzającym odbycie szkolenia w zakresie zagadnień ochrony danych osobowych, ochrony informacji niejawnych, przepisów regulujących prawa i obowiązki detektywa oraz zasad wykonywania działalności gospodarczej w zakresie usług detektywistycznych.

Okoliczności, o których mowa w pkt 4–6 i 10, potwierdzają odpowiednio: pisemne oświadczenie osoby ubiegającej się o wydanie licencji oraz zaświadczenie o niekaralności, zaświadczenie o odbyciu szkolenia, o którym mowa w ust. 1 pkt 10, albo decyzja o uznaniu kwalifikacji zawodowych nabytych w państwach członkowskich Unii Europejskiej w sprawie uznania kwalifikacji w zawodzie detektywa. Dokumenty te osoba ubiegająca się o wydanie licencji jest obowiązana złożyć wraz z wnioskiem o jej wydanie. Licencję wydaje, odmawia jej wydania, zawiesza lub cofa, w drodze decyzji administracyjnej, komendant wojewódzki Policji właściwy ze względu na miejsce zamieszkania osoby ubiegającej się o wydanie licencji, a w przypadku osoby niemającej miejsca zamieszkania na terytorium Rzeczypospolitej Polskiej – Komendant Stołeczny Policji.

### Prawa i obowiązki
Do momentu wejścia w życie ustawy o usługach detektywistycznych osoby wykonujące czynności określone w art. 2 ustawy lub czynności do nich zbliżone, a więc generalnie osoby zajmujące się zbieraniem informacji na zlecenie, nie miały szczególnych uprawnień związanych z prowadzeniem takiej działalności. Osoby te, używające często tytułu „detektyw”, działały w oparciu o ogólne przepisy prawa – właściwe dla każdej innej osoby, nie były wyposażone w szczególne uprawnienia potrzebne dla uzyskania określonej informacji. Na detektywach nie ciążyły także dodatkowe obowiązki poza obowiązkami nakładanymi przez organ koncesyjny.
Po wejściu w życie ustawy o usługach detektywistycznych sytuacja zmieniła się zasadniczo, jeżeli weźmiemy pod uwagę obowiązki nałożone na detektywów oraz przedsiębiorców świadczących usługi detektywistyczne. W sferze uprawnień sytuacja detektywów nie zmieniła się, wyjątek stanowi jedynie uprawnienie detektywów do przetwarzania przez detektywa danych osobowych zebranych w toku wykonywanych czynności bez zgody osób, których dane dotyczą.
Prawa i obowiązki detektywów określone zostały w rozdziale 2 ustawy. Do nałożonych na detektywów obowiązków należą:
- przestrzegania wolności i praw człowieka i obywatela,
- zachowania należytej staranności przy wykonywaniu czynności,
- kierowania się obowiązującymi zasadami etyki i lojalnością wobec zlecającego usługę,
- przestrzegania przepisów prawa oraz odmowy wykonania czynności nieetycznej lub niezgodnej z prawem,
- zachowania w tajemnicy źródła informacji oraz okoliczności sprawy, o których detektyw powziął wiadomość w trakcie wykonywania zlecenia,
- ustalenia tożsamości osoby zlecającej wykonanie usługi detektywistycznej,
- sporządzenia końcowego pisemnego sprawozdania z wykonanych czynności,
- przekazania sprawozdania z wykonanych czynności zleceniodawcy,
- okazywania licencji na żądanie osoby, której czynności dotyczą, w taki sposób aby zainteresowany miał możliwość odczytania i zanotowania imienia i nazwiska detektywa oraz nazwy organu, który wydał licencję,
- zawiadomienie organu prowadzącego rejestr osób, którym wydano licencje, zwany dalej „rejestrem detektywów”, o zmianie danych, o których mowa w art. 40 ust. 2 pkt 1 (imię i nazwisko) lub 2 (adres zamieszkania) ustawy o usługach detektywistycznych, w terminie 7 dni od dnia zmiany tych danych,
- poddawać się okresowym badaniom lekarskim i psychologicznym.

Większość z obowiązków detektywa ma swoje źródło w ogólnych normach rzetelnego prowadzenia działalności gospodarczej. Przykładem jest chociażby obowiązek zachowania należytej staranności przy wykonywaniu czynności, lojalności wobec zlecającego usługę lub obowiązek sporządzenia końcowego pisemnego sprawozdania z wykonanych czynności. Niektóre z wymienionych obowiązków mają charakter bardzo ogólny, przykładem takiego obowiązku jest nakaz przestrzegania przepisów prawa oraz obowiązek odmowy wykonania czynności nieetycznej lub niezgodnej z prawem. O tym, czy czynność nieetyczna lub sprzeczna z prawem, może mieć miejsce musi zadecydować sam detektyw w konkretnej, realnej sytuacji.

### Szczególne uprawnienia
Ustawodawca nałożył na detektywów szereg wymienionych wyżej obowiązków, nie przyznając im w zasadzie szczególnych uprawnień. Wyjątek stanowi jedynie uprawnienie do przetwarzania przez detektywa danych osobowych zebranych w toku wykonywanych czynności bez zgody osób, których dane dotyczą. Co do zasady przetwarzanie danych przez inne podmioty jest dopuszczalne tylko wtedy, gdy osoba, której dane dotyczą, wyrazi na to zgodę. Niektóre podmioty (Policja, Agencja Bezpieczeństwa Wewnętrznego) w związku ze swoją działalnością przetwarzają dane osobowe bez uzyskiwania zgody osób, których te dane dotyczą. W uprawnienie to zostali wyposażeni także detektywi. Ustawodawca zastrzegł jednak, iż detektyw nie może powierzać przetwarzania danych innemu podmiotowi, przy przetwarzaniu danych osobowych jest obowiązany stosować przepisy o ochronie danych osobowych z wyłączeniem przepisów dotyczących konieczności uzyskania zgody. Podkreślić należy, iż w aktualnym stanie prawnym detektywi są uprawnieni do przetwarzania danych osobowych zebranych w toku wykonywanych czynności bez zgody osób, których dane dotyczą wyłącznie w czasie prowadzenia tej sprawy.
Wobec braku szczególnych uprawnień przysługujących detektywom podczas wykonywanych przez nich czynności zawodowych uznać należy, że mają oni, poza wspomnianym wyjątkiem dotyczącym zasad przetwarzania danych osobowych, takie same uprawnienia jak każdy inny obywatel. Detektywi nie są więc uprawnieni do legitymowania osób w celu ustalenia ich tożsamości, przeszukiwania osób, pomieszczeń i pojazdów.
Ustawa o usługach detektywistycznych nie przyznaje im prawa do stosowania środków przymusu bezpośredniego i broni palnej. W zakresie działań samoobronnych detektywi mają takie same uprawnienia jak każdy inny obywatel, podstawowe znaczenie mają więc przepisy kodeksu karnego dotyczące obrony koniecznej i stanu wyższej konieczności (art. 23, 24 k.k.). W związku z wykonywaniem czynności detektywom nie została przyznana szersza niż przewidziana dla każdego obywatela ochrona prawna.

### Czynności detektywa
Innym terminem wprowadzonym przez przepisy ustawy o usługach detektywistycznych jest pojęcie czynności detektywa.
Termin ten należy wyraźnie odróżnić od pojęcia usług detektywistycznych.
Ustawodawca nie definiuje wprost czynności detektywa, w oparciu jednak o treść przepisów ustawy uznać należy, iż czynności detektywa są to czynności polegające na uzyskiwaniu, przetwarzaniu i przekazywaniu informacji o osobach, przedmiotach i zdarzeniach, realizowane na podstawie umowy zawartej ze zleceniodawcą, w formach i w zakresach niezastrzeżonych dla organów i instytucji państwowych na mocy odrębnych przepisów, a w szczególności:
1. w sprawach wynikających ze stosunków prawnych dotyczących osób fizycznych,
2. w sprawach wynikających ze stosunków gospodarczych dotyczących,
  - wykonania zobowiązań majątkowych,
  - zdolności płatniczych lub wiarygodności w tych stosunkach,
  - bezprawnego wykorzystywania nazw handlowych lub znaków towarowych,
  - nieuczciwej konkurencji lub ujawnienia wiadomości stanowiących tajemnicę przedsiębiorstwa lub tajemnicę handlową,
3. sprawdzanie wiarygodności informacji dotyczących szkód zgłaszanych zakładom ubezpieczeniowym,
4. poszukiwanie osób zaginionych lub ukrywających się,
5. poszukiwanie mienia,
6. zbieranie informacji w sprawie, w której toczy się postępowanie karne, postępowanie w sprawach o przestępstwa skarbowe lub wykroczenia skarbowe albo inne, jeżeli w toku postępowania można zastosować przepisy prawa karnego.

Podobnie jak w przypadku pojęcia „usług detektywistycznych” w definicji czynności detektywa można wyróżnić trzy przesłanki, spośród których pierwsze dwie powinny łącznie wystąpić dla uznania danej czynności za czynność detektywa. Są nimi:
- uzyskiwanie, przetwarzanie i przekazywanie informacji o osobach, przedmiotach i zdarzeniach,
- zawarcie umowy ze zleceniodawcą,
- realizacja czynności w formach i w zakresach niezastrzeżonych dla organów i instytucji państwowych na mocy odrębnych przepisów.

Czynności detektywa to czynności wykonywane jedynie w ramach usług detektywistycznych.

## Postacie fikcyjne

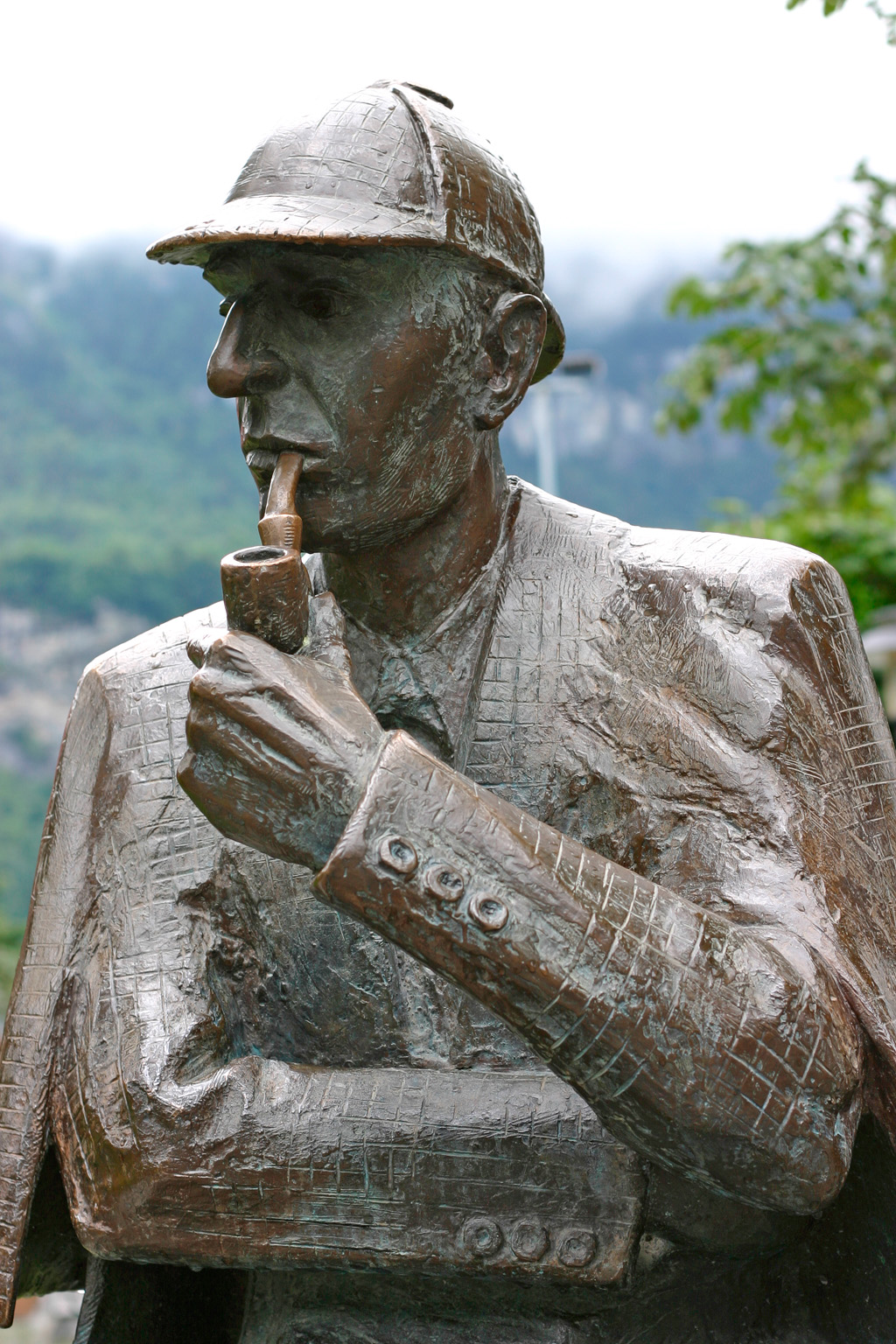
Posąg Sherlocka Holmesa w Meiringen (Szwajcaria).

Wybrani detektywi literaccy i filmowi:
- L
- Erast Fandorin
- Charlie Chan
- Fix
- Herkules Poirot
- Joe Alex
- Jane Marple
- Philip Marlowe
- Sherlock Holmes
- Adrian Monk
- Dick Tracy
- Batman
- Bednarski
- Sławomir Borewicz
- kapitan Tomasz Sowa